# Белжантје
Белжантје (фр. Belgentier) је насељено место у Француској у региону Прованса-Алпи-Азурна обала, у департману Вар.
По подацима из 2011. године у општини је живело 2438 становника, а густина насељености је износила 182,21 становника/km².

## Демографија
| 1962. | 1968. | 1975. | 1982. | 1990. | 2011. |
| ----- | ----- | ----- | ----- | ----- | ----- |
| 582   | 561   | 690   | 984   | 1.442 | 2.438 |